# Wyse-Konzession
Die Wyse-Konzession wurde von dem französischen Marine-Leutnant Lucien Napoléon Bonaparte Wyse (1844–1909), der den Isthmus von Panama erkunden sollte, mit der kolumbianischen Regierung geschlossen, um den Bau des Panamakanals möglich zu machen.
Laut diesem Vertrag, der am 20. März 1878 unterzeichnet wurde, hatte die Société Civile Internationale du Canal Interocéanique die exklusiven Rechte, den Panamakanal zu bauen.